# Стольно (гмина)
Стольно (пол. Stolno) — сельская гмина (волость) в Польше, входит как административная единица в Хелмненский повет, Куявско-Поморское воеводство. Население — 5201 человек (на 2004 год).

## Сельские округа
1. Цепно
2. Вихоже
3. Гожухово
4. Грубно
5. Мале-Чисте
6. Вельке-Чисте
7. Закшево
8. Оборы
9. Папажин
10. Пилевице
11. Робаково
12. Рыбенец
13. Сарново
14. Стольно
15. Кобылы
16. Тшебелух
17. Кленчково
18. Вабч
19. Лынец
20. Вабч-Колёня
21. Наленч
22. Залесе

## Соседние гмины
1. Гмина Хелмно
2. Хелмно
3. Гмина Грудзёндз
4. Гмина Киево-Крулевске
5. Гмина Лисево
6. Гмина Папово-Бискупе
7. Гмина Плужница